# Katalin Burián
Pour les articles homonymes, voir Burián.
Katalin Burián (née le 17 janvier 1995 à Budapest) est une nageuse hongroise spécialiste du dos.

## Biographie
Lors des Championnats du monde de natation 2015 à Kazan, elle est éliminée lors des séries du 200 m dos.
En 2017, aux Championnats du monde de natation dans sa ville natale, elle est éliminée lors des demi-finales du 200 m dos.
Aux Championnats d'Europe de natation 2018 à Glasgow, elle remporte la médaille de bronze sur le 200 m dos derrière l'Italienne Margherita Panziera et la Russe Daria Ustinova,.

## Palmarès
- Championnats d'Europe de natation 2018 à Glasgow ( Royaume-Uni) :
  -  médaille de bronze du 200 m dos.